# Microvalgus micros
Microvalgus micros är en skalbaggsart som beskrevs av Hermann Julius Kolbe 1904. Microvalgus micros ingår i släktet Microvalgus och familjen Cetoniidae. Inga underarter finns listade i Catalogue of Life.